# Ariane 5-1
Ariane 5-1 – pierwszy, główny człon podstawowych wariantów rakiety nośnej Ariane 5. Użyty 57 razy.
Ciśnienie w komorze spalania wynosiło 108 barów, współczynnik ekspansji 45, a stosunek składników paliwa – 5,3:1.